# Сербіна Наталія Василівна
Наталія Василівна Сербіна (рос. Сербина, Наталия Васильевна) (нар. 17 березня 1977 р.) — українська співачка, фольклорист, музикознавець виконавиця пісень і псальмів на колісній лірі.

## Освіта і творчість
Закінчила Житомирське музичне училище ім. В. С. Косенко, вступила в Національну музичну академію України ім. П. І. Чайковського (клас Євгена Єфремова). Після закінчення у 2000 році академії поступила в аспірантуру на кафедру теорії музики, науковий керівник Б. О. Сюта. У 2013 році успішно захистила дисертацію на тему «Українська традиційна лірика: шляхи формування та етапи еволюції». У 2017 видала наукову монографію про ліричну пісню.
Виступала у складі ансамблів автентичної української музики «Древо» та «Божичі», надалі почала сольну кар'єру. З 2008 року очолює ансамбль «Стріла». З 2001 по 2003 рік грала у виставі «У пошуках втраченого часу... Життя..» (спільний проект ЦСМ ДАХ і фольклорного ансамблю «Божичі»).
Наталія Сербіна в даний час є єдиною жінкою-виконавицею на колісній лірі, однак її етнографічні дослідження показали, що і в XIX, і в XX столітті колісна ліра не була суто чоловічим інструментом. У 2011 році вийшов сольний диск Сербіної «Ой вийду я на гору високу. Ліричні пісні та псальми Центральної України» за матеріалами експедицій на Центральну Україну. Цей диск став першим сольним альбомом виконавця автентичного фольклору і першим записом псальмів в жіночому виконанні. Другий альбом, "Предиво", вийшов у 2017 році і також містить сольні ліричні та лірницькі пісні з експедицій на Центральну Україну.

## Участь у конкурсах та фестивалях
- Лауреат міжнародного фольклорного фестивалю «Деснянський хоровод» (Брянськ, 2011).
- Лауреат вокального конкурсу міжнародного фольклорного фестивалю «Пісня землі» (Московська обл., м. Зеленоград, 2011). Перемога у номінації «Найкращий голос».
- Лауреат вокального конкурсу фестивалю «Interfolk», Санкт-Петербург (2011) — в номінації «сольне виконання»[7].
- Лауреат I ступеня Московського міжнародного фестивалю слов'янської музики, конкурс фольклорних ансамблів і солістів (Москва, квітень 2013 року)
- номінант на премію «Голос світу» на міжнародному етнічному фестивалі «Світ Сибіру» в Шушенському (липень 2013)

## Дослідницька робота
Починаючи з першого курсу музичної академії Наталія Сербіна бере участь у фольклорних експедиціях в Поліссі і Волині. Учасниця фольклорно-етнографічних експедицій по Україні і Росії: Івано-Франківська, Волинська, Рівненська, Київська, Житомирська, Чернігівська, Сумська, Полтавська, Черкаська, Херсонська області, а також Курська, Єкатеринбурзька, Білгородська і Омська, де проживають українці.
Також багаторазовий учасник фольклорно-етнографічних експедицій від МНС (1995-2004 рр.) на території, постраждалі від Чорнобильської аварії.
Брала участь у присвячених пісенному фольклору передачах на українському і російському радіо (1-й, 2-й, 3-й канал, «Ера», «Народне радіо») та телебаченні («Україна єдина», ТК «Союз»).

## Майстер-класи, педагогіка
З 2000 року викладає фольлорний спів у студії при хорі ім. Г. Верьовки (Київ).
З 2009 року проводить майстер-класи з українського автентичного співу в Польщі, Росії, з 2013 — майстер-класи з українського автентичного співу в Харкові.

## Праці
З 1995 року Наталія бере участь у наукових конференціях України, Росії, Польщі, Грузії.
- Сербіна Н. В. Асиміляція міських пісень в українському сільському фольклорі: інтерпретаційний аспект / Н. В. Сербіна // Науковий вісник НМАУ імені В. І. Чайковського: Проблеми музичної інтерпретації / [упоряд. В. Г. Москаленко]. — К., 2011. — Вип. 95. — С. 172-180.
- Сербіна Н. В. «Жизнєнна пєсня» в українському традиційному фольклорі як феномен співіснування міської та сільської культур // Київське музикознавство: матеріали XII Міжнар. наук.-практ. конф. «Молоді музиканти України» 2010 р.: зб. ст.: — К., 2010. — Вип. 35. — С. 134-144.
- Сербіна Н. В. Риси кітчу в українській пізньоліричній традиції / Н. В. Сербіна // Українське мистецтвознавство: матеріали, дослідження, рецензії: зб. наук. праць / [гол. ред. Г. Скрипник]; — К.: НАН України, ІМФЕ ім. М. Т. Рильського, 2010. — Вип. 10. — С. 210-214.
- Сербіна Н. В. Риси пізньої лірики російськомовного походження в українському пісенному фольклорі / Н. В. Сербіна // Музика в інформаційному суспільстві: зб. наук. ст. [упоряд. І. Б. Пясковський]. — К., 2008. — Вип. 79. — С. 112-118.
- Сербіна Н. В. Російські лубочні поетичні тексти та їх трансформації в українській ліричній традиції (на прикладі одного пісенного сюжету) / Н. В. Сербіна // Київське музикознавство: зб. ст.: — К., 2011. — Вип. 39. — С. 109—113.
- Сербіна Н. В. Жизнєнна пєсня (шансон у виконанні наших бабусь) // Український тиждень, 23. 05.2008. — c.54-57. [Архівовано 29 березня 2020 у Wayback Machine.]
- Сербіна Н. В. Жанрові витоки пізньої лірики в традиції сучасного українського села. — Жива Старовина. — М., 2013. № 2(78). — 11-13.
- Сербіна Н. В. Деякі аспекти народного виконавства Центральної України: нотатки етнопедагога і виконавця. // Дослідження на тему традиційного виконавства народної та духовної музики: зб. статей — Батумі, 2015. — С. 365-375.
- Д. С. Пенська, А. С. Кабанов, Н. В. Сербіна "Тече річка по пісочку...": історія однієї пісні / Вісник РДГУ. — №6. — М., 2015. — 40 С. — 106.
- Сербіна Н. В. Історія фольклорного руху в Україні // Фольклорний рух в сучасному світі: Сб. статей — М., 2016. — С. 117-121.
- Сербіна Н. В. Жінки-лірниці в українському Поліссі: за матеріалами останніх експедиційних знахідок / Н. В. Сербіна // Питання інструментознавства. Вип. 11: зб. статей і мат. XI Міжнародного инструментоведческого конгресу "Благодатовские чтения" (Санкт-Петербург, 23-25 жовтня 2017 р.) / Російський інститут історії мистецтв; [відп. ред. І. В. Мацієвський, ред.-упоряд. О. В. Колганова]. — СПб., 2017-2018. — С. 128-134.